# Periklaas

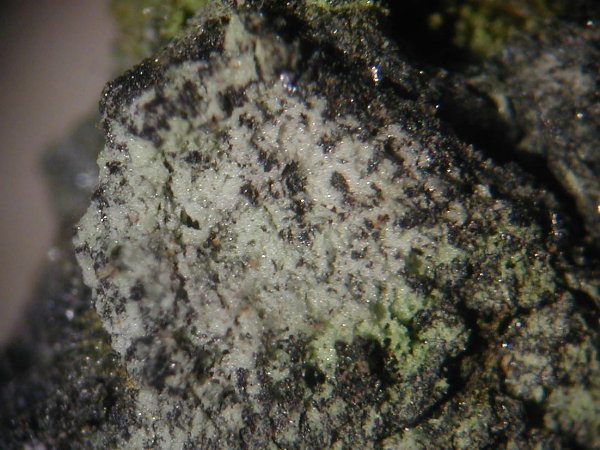
Wit tot lichtgroen periklaas met zwarte Srebrodolskit

Het mineraal periklaas is een magnesium-oxide met de chemische formule MgO.

## Eigenschappen
Het doorschijnend tot doorzichtig kleurloze, grijswitte, (bruin)gele of groene periklaas heeft een glasglans, een witte streepkleur en een perfecte splijting volgens de kristalvlakken [100], [010] en [001]. De gemiddelde dichtheid is 3,78 en de hardheid is 6. Het kristalstelsel is isometrisch en het mineraal is niet radioactief.

## Naamgeving
De naam van het mineraal periklaas is afgeleid van de Griekse woorden peri ("rondom") en klao ("snijden").

## Voorkomen
Het mineraal periklaas komt met name voor in contactmetamorf gesteente van dolomiet en magnesiet. De typelocatie is de Monte Somma en Predazzo, Italië. Het wordt ook gevonden in het Gera district, Thüringen, Duitsland.